# بردگوری بهشت‌آباد
بردگوری بهشت آباد در شهرستان اردل، غرب تپه بهشت آباد واقع شده و این اثر در تاریخ ۸ خرداد ۱۳۸۰ با شمارهٔ ثبت ۳۸۸۹ به‌عنوان یکی از آثار ملی ایران به ثبت رسیده است.